# 静岡県道59号伊東西伊豆線
静岡県道59号伊東西伊豆線（しずおかけんどう59ごう いとうにしいずせん）は、静岡県伊東市から賀茂郡西伊豆町に至る県道（主要地方道）である。

## 概要

### 路線データ
- 起点：伊東市東松原町（大川橋交差点、国道135号交点）
- 終点 : 賀茂郡西伊豆町仁科（国道136号浜橋交差点）
- 経由地 : 伊豆市
- 陸上距離 : 65.3 km

## 歴史
- 1976年（昭和51年）7月13日 - 路線番号が123号から59号へ変更される[1]。
- 1993年（平成5年）5月11日 - 建設省から、県道伊東西伊豆線が伊東西伊豆線として主要地方道に指定される[2]。

### 重複区間
- 静岡県道12号伊東修善寺線（伊東市東松原町・大川橋交差点 - 伊東市広野・広野一丁目交差点）
- 静岡県道12号伊東修善寺線（伊豆市徳永 - 伊豆市八幡・八幡東交差点）
- 国道414号（伊豆市湯ケ島・湯ヶ島宿交差点 - 伊豆市湯ケ島）

## 地理

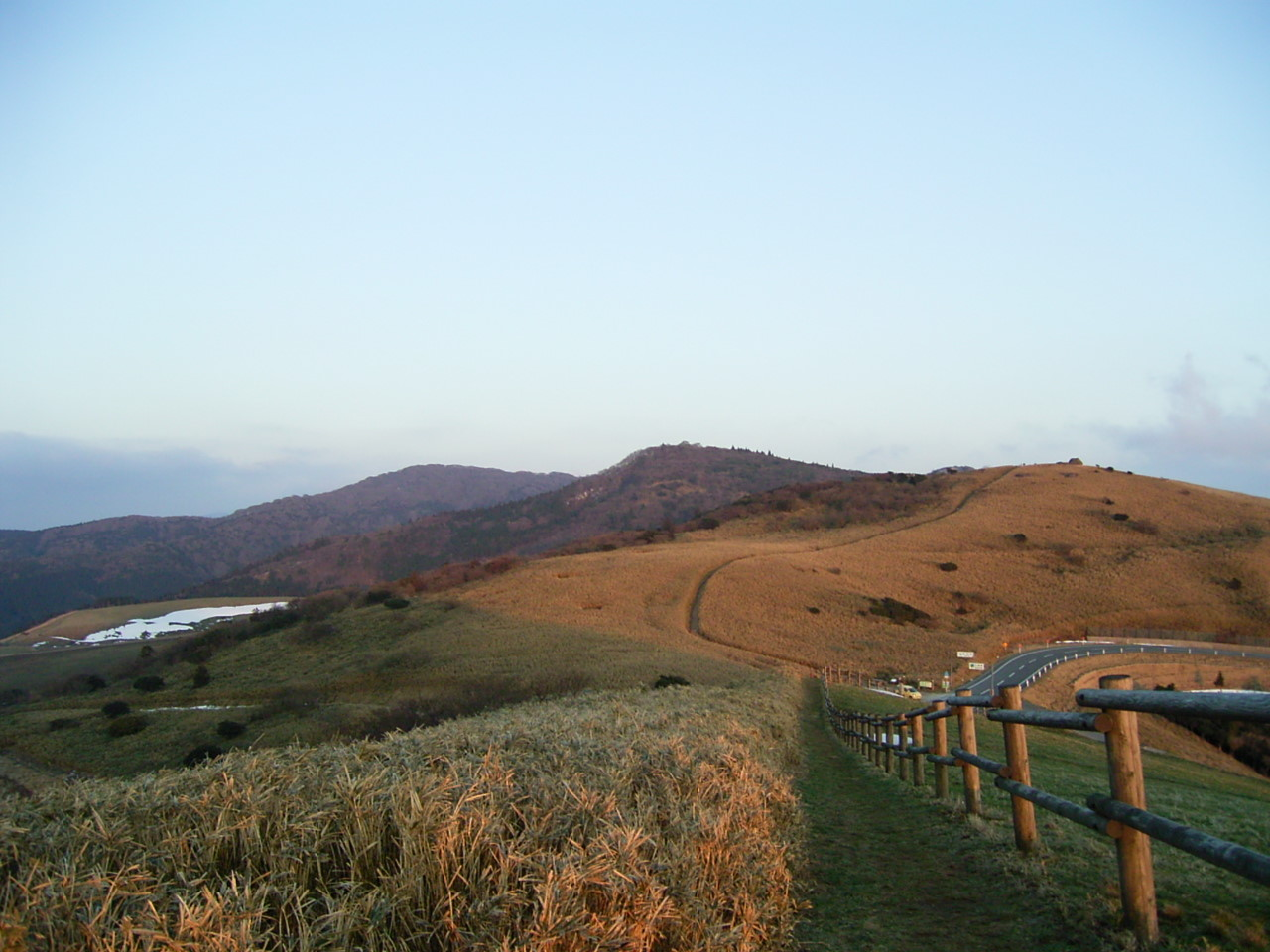
仁科峠付近（2004年3月）

### 通過する自治体
- 伊東市
- 伊豆市
- 賀茂郡西伊豆町

### 交差する道路
- 国道135号（伊東市東松原町・大川橋交差点、起点）
- 静岡県道12号伊東修善寺線（伊東市広野・広野一丁目交差点）
- 静岡県道12号伊東修善寺線（伊豆市徳永）
- 伊豆スカイライン 冷川IC（伊豆市冷川）
- 静岡県道12号伊東修善寺線（伊豆市八幡・八幡東交差点）
- 国道414号（伊豆市湯ケ島・湯ヶ島宿交差点）
- 国道414号（伊豆市湯ケ島）
- 静岡県道411号西天城高原線（伊豆市湯ケ島）
- 静岡県道410号仁科峠宇久須線（賀茂郡西伊豆町宇久須）
- 国道136号（賀茂郡西伊豆町仁科・浜橋交差点、終点）

### 峠
- 冷川峠（伊東市‐伊豆市） - 静岡県道12号伊東修善寺線の旧道であり、道幅が狭く交通量が少ない。
- 仁科峠（伊豆市‐賀茂郡西伊豆町）